# Podaena trochanteralis
Podaena trochanteralis är en skalbaggsart som beskrevs av Ron Garth Ordish 1984. Podaena trochanteralis ingår i släktet Podaena och familjen vattenbrynsbaggar. Inga underarter finns listade i Catalogue of Life.